# Павичич, Виктор
Виктор Павичич (хорв. Viktor Pavičić; 15 октября 1898 — 20 января 1943) — хорватский военачальник, полковник Хорватского домобранства и командир 369-го усиленного хорватского пехотного полка нацистской Германии.

## Биография
Павичич окончил Хорватскую военную академию НГХ в Загребе, работал там преподавателем. Прекрасно знал немецкий язык. С 26 июня 1942 находился на Восточном фронте, руководил 369-м хорватским пехотным полком. В ходе Сталинградской битвы его подразделение сумело продвинуться относительно далеко и занять часть строений фабрики «Красный Октябрь». За это Павичич был в конце сентября 1942 года награждён Военным орденом Железного трилистника III степени, награждение было произведено лично поглавником Анте Павеличем в донской станице Голубинской.
К середине ноября 1942 года из 5 тысяч солдат Павивича боеспособными остались около 300 (со всеми уцелевшими артиллерийскими орудиями), значительная их часть погибла в боях за строение 4 фабрики «Красный Октябрь». По свидетельству майора Гельмута Вельца (нем. Helmut Welz), люди гибли как от пуль и осколков снарядов, так и от голода, обморожения и болезней, а Павичич отдавал абсолютно невозможные и абсурдные приказы. Один из подчинённых, майор Брайкович, в разговоре с Вельцем заявил, что не намерен оставаться с тем, что осталось от полка, и заявил, что хочет вернуться домой. Удручённый поведением хорватских легионеров, Вельц вынужден был лично повести их в атаку 11 ноября 1942: в ходе боя хорваты безуспешно пытались подорвать здание, ответным артиллерийским огнём добрая их часть была уничтожена. Вельц писал, что многие безрассудно шли вперёд и были сражены насмерть вражеским огнём, а некоторым даже отрывало головы. В военном дневнике самого полка же утверждалось, что причиной потерь стала труднопроходимая местность, на которой солдаты не могли ориентироваться.
В конце битвы Павичич был награждён орденом II степени и получил звание рыцаря (витязя). Также он был награждён Немецком крестом в золоте, став единственным хорватским офицером 369-го пехотного полка — кавалером подобной награды.
10 и 11 января 1943 в письме генералу Занне Павичич писал, что его подразделение смертельно устало и полностью деморализовано.

Должен сказать, что в период с 27 сентября 1942 года, когда мы прибыли под Сталинград и до сегодняшнего дня, мои люди имели лишь 4 дня отдыха. Последний день отдыха, 30 декабря, был недостаточным даже для необходимости просто поспать, так как после 3 дней и ночей велись постоянные сражения вокруг завода «Красный Октябрь».

Если 12 января боеспособными считались 70 человек, то на следующий день их осталось всего 40 (все они были в резерве). Павичич отчаялся и заявил, что уже не может никак их убедить продолжить службу. В конце концов, 14 января 1943 Павичич был освобождён от обязанностей командира, а его преемником стал подполковник Марко Месич.
20 января 1943 Павичич разбился в авиакатастрофе, согласно официальной версии (основанной на свидетельстве сержанта Эгона Юрича, выбравшегося в ночь с 22 на 23 января 1943 на самолёте в Загреб). По неофициальной версии, его расстреляли за дезертирство: 15 января 1943 Павичича объявили дезертиром в штабе 100-й лёгкой пехотной дивизии. Версия об авиакатастрофе оспаривается тем, что аэродром под Сталинградом прекратил работу 15 января 1943.